# Harry Kewell
Harry Kewell, född 22 september 1978 i Smithfield, Sydney, Australien, är en australisk före detta fotbollsspelare. Efter spelarkarriären har han fortsatt som tränare för olika klubbar.

## Karriär
Harry Kewell skrev på för den engelska Premier League-klubben Leeds United som 16-åring och gjorde sin ligadebut 30 mars 1996. Samma år gjorde han landslagsdebut för Australien. Han spelade företrädesvis som en offensiv mittfältare på vänsterkanten och blev med tiden en av Leeds främsta spelare och en bidragande orsak till att laget gick till semifinal i UEFA Champions League 2000/01. Då klubben hamnade i betydande ekonomiska svårigheter och tvingades avbryta sin satsning såldes han efter åtta år i klubben till Liverpool FC säsongen 2003/04. Hans tid i Liverpool präglades av varierande spelkvalité där han efter en mycket stark första säsongshalva hade svårt att ta en plats i laget. Många och långa skador gjorde också att han missade många matcher i Liverpool.
2008 gick han över till den turkiska klubben Galatasaray, med vilken han samma år var med om att vinna den turkiska supercupen.
2011 började han spela för australiska Melbourne Victory. Efter en kort tid i qatariska Al-Gharafa i april-maj 2013 återvände han till Australien och började i juli 2013 spela för australiska Melbourne Heart. Han spelade sedan med Melbourne Hearts tills han 2014 blev tvungen att avsluta karriären på grund av en fotledsskada. Hans sista match med klubben var den 12 april 2014 mot Western Sydney Wanderers.
I landslaget har han varit med att vinna över länder som Frankrike, Brasilien och England.
2014 valdes han in i Asian Football Confederations Hall of fame och 2018 valdes han in i Australiens Hall of fame inom sport.

## Meriter
Vinnare
- 1996–97 FA Youth Cup, med Leeds United
- 2004 OFC Nations Cup, med Australien
- 2004–05 UEFA Champions League, med Liverpool
- 2005–06 FA-cupen, med Liverpool
- 2008 Turkiska supercupen, med Galatasaray

Tvåa
- 1997 FIFA Confederations Cup, med Australien
- 2004–05 Ligacupen, med Liverpool
- 2005 Världsmästerskapet i fotboll för klubblag, med Liverpool
- 2006–07 UEFA Champions League, med Liverpool
- 2011 AFC Asian Cup

Individuellt
- Årets bästa spelare i Oceanien: 1999, 2001, 2003
- Årets bästa unga spelare i England: 1999-2000
- Årets spelare i Leeds United, 2000
- Årets mål i Leeds United, 2000
- Asian Football Confederation Hall of fame, 2014
- PFA Alex Tobin OAM Medal, 2016[3]
- Sport Australia Hall of Fame, 2018

## Statistik
| År        | Klubb                | Ligamatcher (mål) | Cupmatcher (mål) | Europacupmatcher (mål) | Övriga matcher (mål) |
| --------- | -------------------- | ----------------- | ---------------- | ---------------------- | -------------------- |
| 1995–2003 | Leeds United         | 181 (45)          | 24 (10)          | 37 (8)                 | 0 (0)                |
| 2003–2008 | Liverpool FC         | 81 (11)           | 13 (1)           | 26 (3)                 | 1 (0)                |
| 2008-2011 | Galatasaray SK       | 61 (23)           | 6 (2)            | 21 (10)                | 0 (0)                |
| 2011-2012 | Melbourne Victory FC | 25 (8)            | 0 (0)            | 0 (0)                  | 0 (0)                |
| 2013      | Al-Gharafa SC        | 3 (1)             | 0 (0)            | 0 (0)                  | 0 (0)                |